# Vladimír Vůjtek senior
Vladimír Vůjtek senior (* 17. Mai 1947 in Klimkovice, Tschechoslowakei) ist ein ehemaliger tschechischer Eishockeyspieler und heutiger -trainer. Seit 2015 ist er Trainer der tschechischen Nationalmannschaft. Sein Sohn Vladimír Vůjtek junior war ebenfalls ein Eishockeyspieler.  

## Karriere
Vladimír Vůjtek senior begann seine Karriere als Eishockeyspieler beim TJ Vítkovice, für dessen Profimannschaft er von 1968 bis 1979 in der 1. Liga, der höchsten tschechoslowakischen Spielklasse, aktiv war. Dabei erreichte sein Team 1979 den dritten Platz der Meisterschaft. Anschließend spielte er zwei Jahre lang für den slowakischen Armeesportklub Dukla Trenčín. 
Im Anschluss an seine aktive Karriere schlug Vůjtek eine Laufbahn als Trainer ein. Zunächst war er von 1982 bis 1985 als Cheftrainer für den Zweitligisten SK Karviná tätig. Anschließend war er mit Ausnahme der Saison 1987/88, in der er erneut für den Zweitligisten SK Karviná als Cheftrainer aktiv war, bis 1994 durchgehend als Trainer bei seinem Ex-Club HC Vítkovice angestellt, den er in der 1. Liga und anschließend in der Saison 1993/94 in der aufgrund der Teilung der Tschechoslowakei neu gegründeten Extraliga betreute. Von 1994 bis 1996 war er Cheftrainer beim Extraliga-Teilnehmer AC ZPS Zlín, mit dem er in der Saison 1994/95 Vizemeister wurde. Von 1993 bis 1995 war der Tscheche parallel für die tschechische U20-Junioren-Nationalmannschaft aktiv. Mit dieser gewann er bei der U20-Junioren-Weltmeisterschaft 1993 als Assistenztrainer die Bronzemedaille, in den folgenden beiden Jahren war er Cheftrainer der Junioren-Nationalmannschaft.
Von 1996 bis 2000 trainierte Vůjtek erneut den HC Vítkovice, mit dem er in der Saison 1996/97 Vizemeister wurde. Anschließend verbrachte er eine Spielzeit als Trainer beim HC Oceláři Třinec, ehe er zwei Jahre lang für Lokomotive Jaroslawl in der russischen Superliga tätig war. Er war damit der erste tschechische Cheftrainer im russischen Profi-Eishockey. Mit diesem gewann er in den Spielzeiten 2001/02 und 2002/03 jeweils die nationale Meisterschaft. Im Anschluss an diese Erfolge erhielt er für die Saison 2003/04 einen Vertrag bei Lokomotives Ligarivalen Ak Bars Kasan. Von 2004 bis 2007 betreute er erneut den HC Vítkovice in der Extraliga, anschließend war er in der Saison 2008/09 für den HK Dynamo Moskau in der Kontinentalen Hockey-Liga tätig. Mit Dynamo Moskau gewann er 2008 den Spengler Cup. 
Von November 2010 bis April 2011 war Vůjtek Cheftrainer bei seinem Ex-Klub Lokomotive Jaroslawl in der KHL. Dort löste er den Finnen Kai Suikkanen ab.
Von August 2011 bis Frühjahr 2015 war Vůjtek Trainer der slowakischen Nationalmannschaft. Anschließend übernahm er die A-Nationalmannschaft seines Heimatlandes.
Im Dezember 2021 wurde Vladimír Vůjtek senior in die Tschechische Eishockey-Ruhmeshalle aufgenommen.

## Erfolge und Auszeichnungen
| - 1995 Tschechischer Vizemeister mit dem AC ZPS Zlín - 1997 Tschechischer Vizemeister mit dem HC Vítkovice - 2002 Russischer Meister mit Lokomotive Jaroslawl | - 2003 Russischer Meister mit Lokomotive Jaroslawl - 2008 Spengler-Cup-Gewinn mit dem HK Dynamo Moskau - 2021: Aufnahme in die Tschechische Eishockey-Ruhmeshalle |

### International
- 1993 Bronzemedaille bei der U20-Junioren-Weltmeisterschaft
- 2012 Silbermedaille bei der Weltmeisterschaft